# Santa Prisca (Roma)
Santa Prisca é umas igrejas titulares de Roma, dedicada a Santa Prisca, uma mártir do século I, e localizada no monte Aventino. Foi construída no século IV ou V sobre um templo de Mitras e já aparece como Titulus Priscae nos atos do sínodo de 499.
O atual cardeal-presbítero do Título de Santa Prisca é Justin Francis Rigali, arcebispo emérito da Filadélfia, nos Estados Unidos.

## A igreja
Danificada durante o saque de Roma de 1084 pelos normandos, o edifício foi reformado diversos vezes. O aspecto atual é resultado da última, em 1660, que deu a Santa Prisca uma nova fachada de Carlo Lombardi.
No interior, as colunas são os últimos resquícios visíveis da antiga igreja. A pia batismal, que teria sido utilizada por São Pedro segundo a tradição, também é antiga. O altar na cripta abriga as relíquias de Santa Prisca e os afrescos ali foram pintados por Antonio Tempesta. Anastasio Fontebuoni pintou os afrescos das paredes da nave com o tema "Santos e anjos com os instrumentos da paixão". Na sacristia está uma pintura da "Imaculada Conceição com anjos", de Giovanni Odazzi, e, no altar-mor, um "Batismo de Santa Prisca" de Domenico Passignano.

## Mitreu
O mitreu (em latim: mithraeum) sob Santa Prisca foi escavado pela primeira vez entre 1952 e 1959 por arqueólogos holandeses. O edifício original foi erguido no final do século I e serviu como uma casa de campo de Trajano até sua morte. Um século depois, um membro da família imperial tomou posse do edifício e construiu ali um mitreu num dos lados do porão e um local de encontro para cristãos em outra. O mitreu original tinha um corredor central, um nicho e bancos nas laterais. Belos afrescos decoravam as paredes, incluindo uma imagem de "Mitras, Matador de Touros", uma das principais do mitraísmo. Reformas em 220 ampliaram a sala de culto central e criaram outras. Os afrescos antigos foram cobertos nesta época por outras pinturas mais elaboradas.
Estas pinturas são importantes para a compreensão do desenvolvimento do mitraísmo. Ao lado da típica cena do sacrifício do touro, as demais revelam diferentes rituais do culto. Por exemplo, uma pintura mostra uma procissão de figuras mascaradas vestidas com túnicas coloridas segurando o que se presume ser algum equipamento litúrgico. Estas pinturas também foram importantes para o antigo debate sobre a admissão das mulheres no culto mitraico.
Por volta de 400, os cristãos tomaram o mitreu, destruíram-no e construíram Santa Prisca sobre ele.

## Galeria

Imagens da igreja
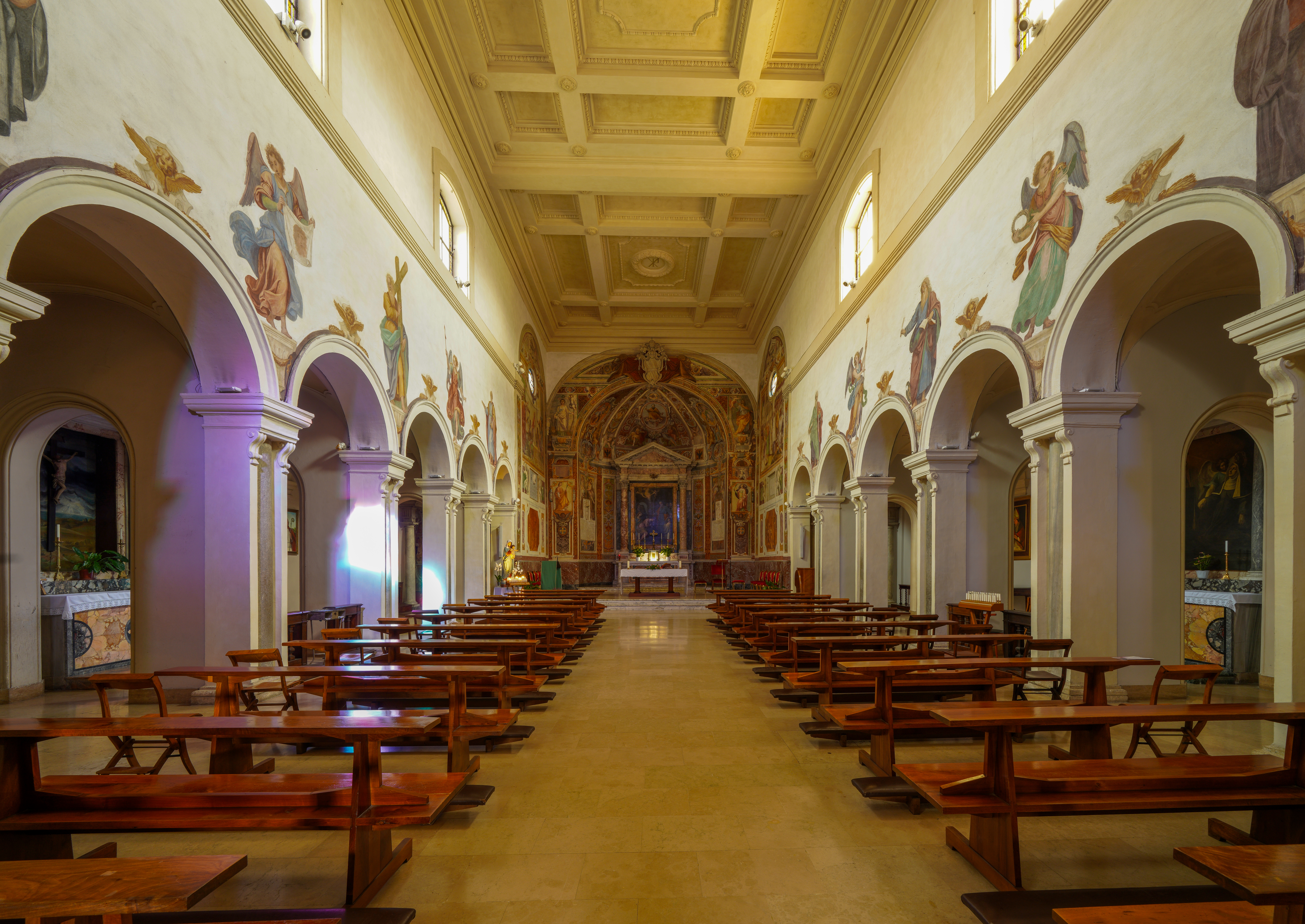
Vista do interior em direção ao altar
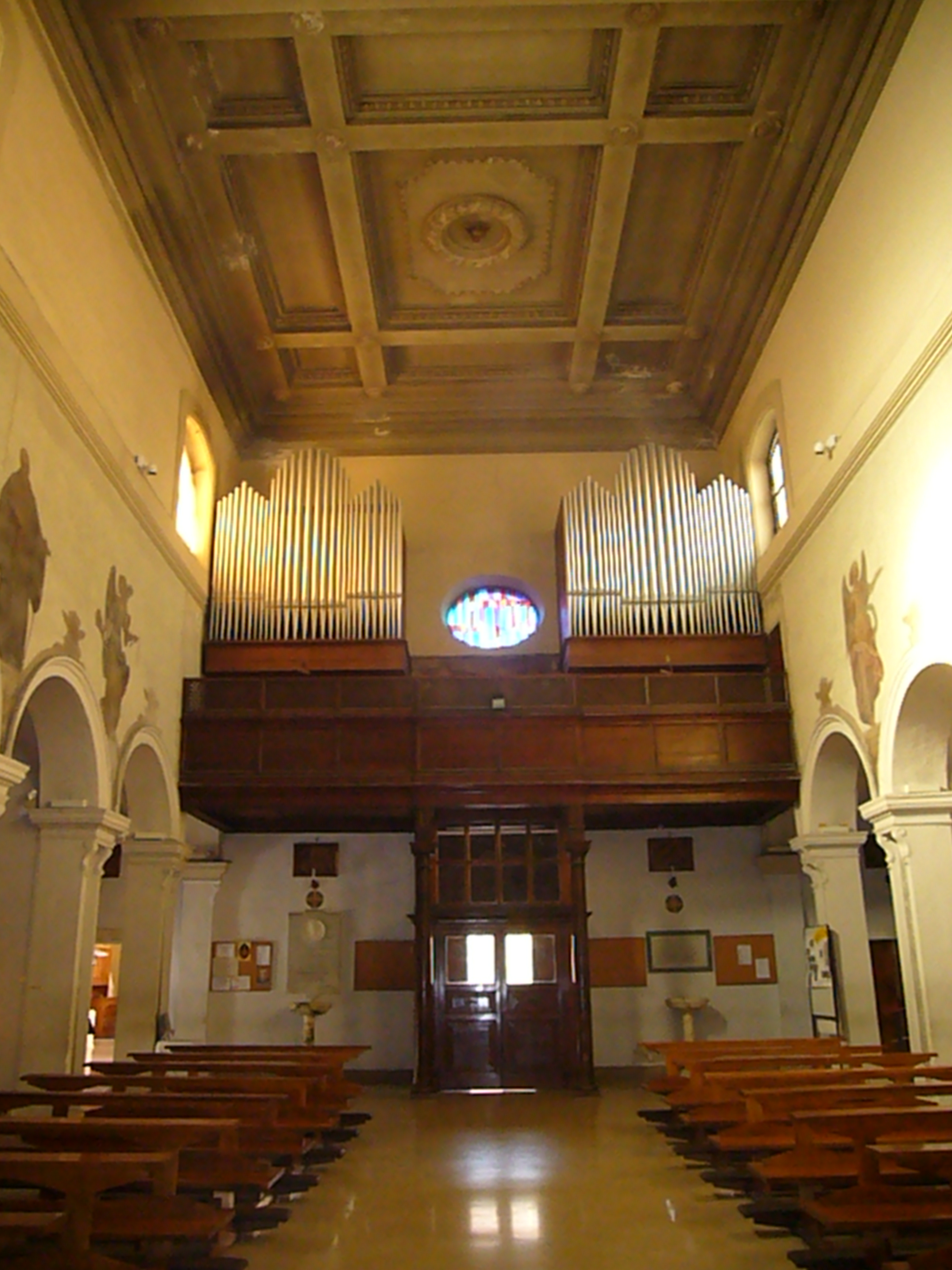
Vista do interior em direção à fachada
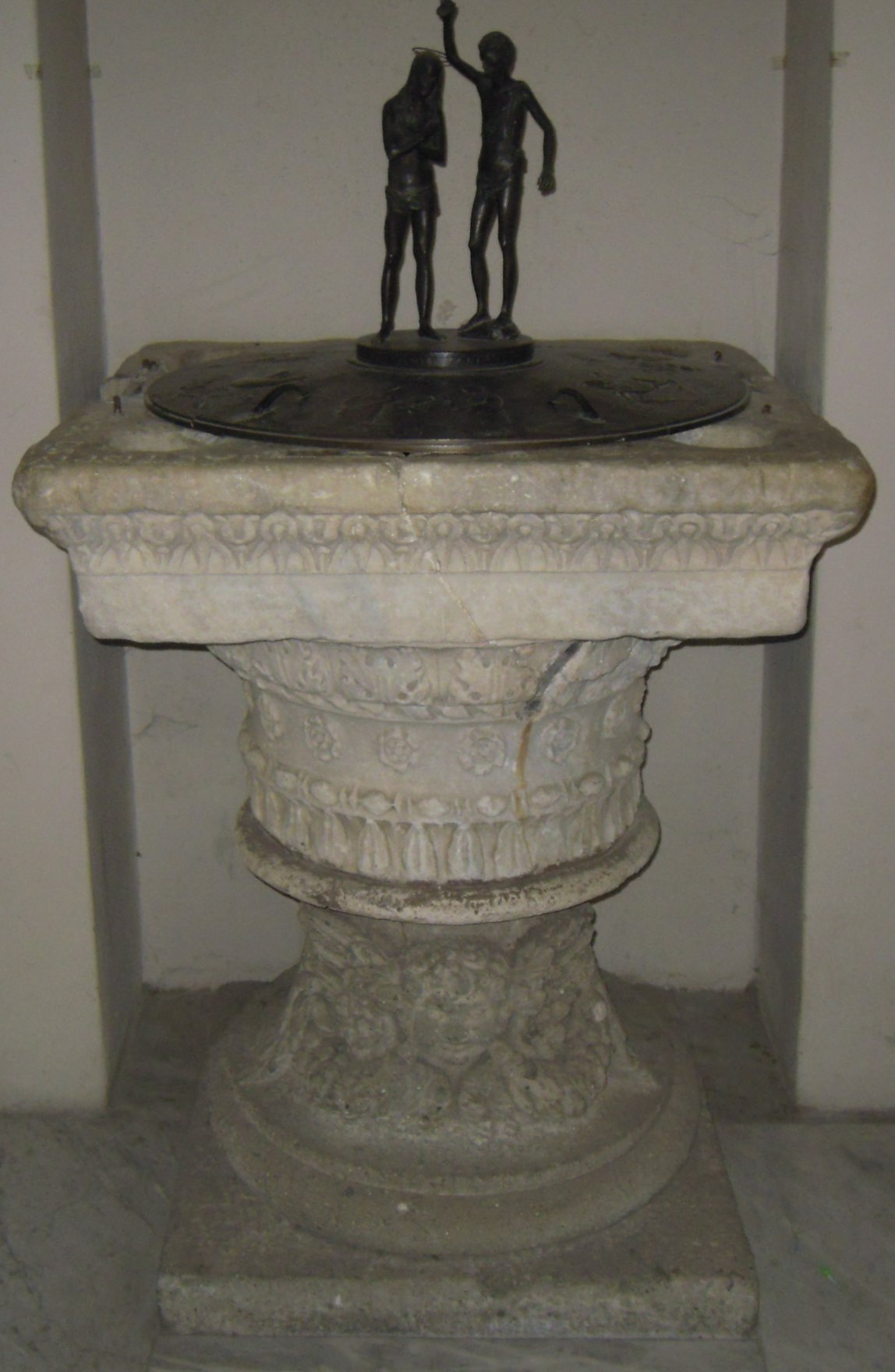
Pia batismal
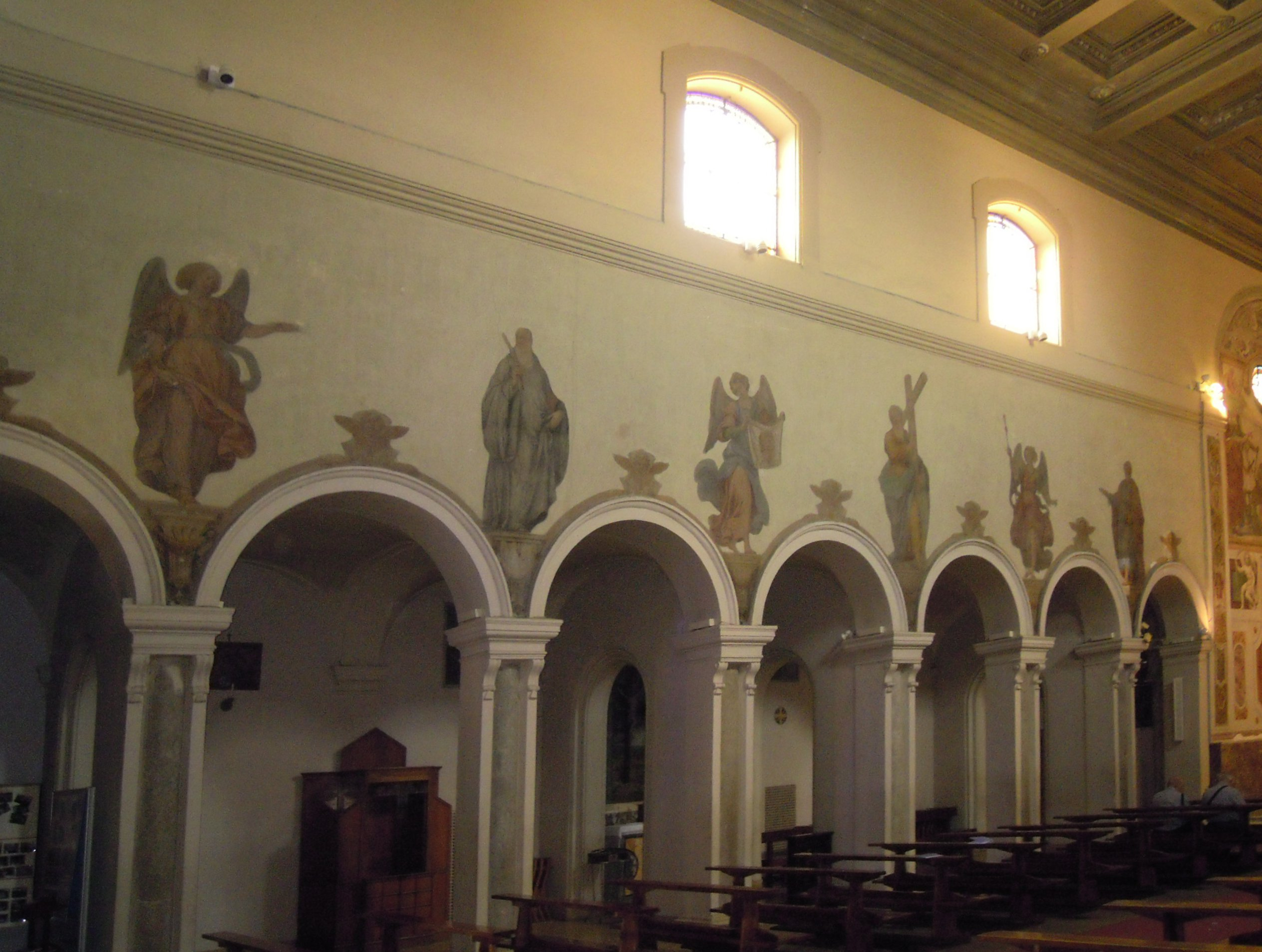
Afrescos na nave